# Andrew Oates
Pour les articles homonymes, voir Oates.
Andrew 'Andy' Charles Oates (né en 1969 à Adélaïde, Australie) est un biologiste du développement et un embryologiste australien et britannique. Il est professeur à l'EPFL (École Polytechnique Fédérale de Lausanne) et responsable du laboratoire Segmentation Timing and Dynamics à la faculté des sciences de la vie de l'EPFL. Il occupe depuis 2021 le poste de doyen de la Faculté des sciences de la vie de l'EPFL.

## Carrière
Andrew Oates obtient en 1992 un diplôme en biochimie avec mention pour son travail au laboratoire Robert Saint de l'Université d'Adélaïde. Il obtient un doctorat dans le laboratoire d'Andrew F. Wilks au Ludwig Institute for Cancer Research et à l'Université de Melbourne en 1998, avant de poursuivre un stage postdoctoral dans le laboratoire de Robert Ho conjointement à l'Université de Princeton et à l'Université de Chicago, où il commence ses travaux sur la temporalité de la segmentation chez le poisson-zèbre. En 2003, il rejoint l'Institut Max Planck de biologie cellulaire moléculaire et de génétique de Dresde pour établir son groupe de recherche. Il devient professeur de génétique du développement des vertébrés au University College de Londres en 2012 et transfère son groupe à l'Institut national pour la recherche médicale de Mill Hill à Londres. En avril 2015, il devient membre de l'Institut Francis Crick à Londres.
En 2016, il rejoint l'EPFL en tant que professeur ordinaire, où il fonde et dirige le laboratoire Timing, Oscillation, Patterns à la Faculté des Sciences de la Vie de l'EPFL.
Depuis 2018, il est directeur de l'Institut de bio-ingénierie de l'EPFL. Il devient doyen de la Faculté des sciences de la vie de l'EPFL en 2021.

## Recherche
Le laboratoire d'Andrew Oates est composé de biologistes, d'ingénieurs et de physiciens. Il s'appuie sur la génétique moléculaire, l'imagerie quantitative et l'analyse théorique dans le but d'étudier dans les embryons de vertébrés certaines populations couplées d'oscillateurs génétiques, appelées horloges de segmentation. Ces systèmes orchestrent la formation rythmique et séquentielle des segments corporels embryonnaires.
Ces travaux ont contribué à une meilleure compréhension de l'implication de ces gènes dans le rythme de la segmentation et ont mené à établir que ce rythme implique également des processus physiques et collectifs à des échelles multicellulaires et tissulaires.

## Distinctions
Oates est membre de la British Society of Developmental Biology. Il est reçoit le prix RK Mortenson de biochimie en 1991.

## Publications notables
- Christian Schröter, Saúl Ares, Luis G. Morelli et Alina Isakova, « Topology and Dynamics of the Zebrafish Segmentation Clock Core Circuit », PLoS Biology, vol. 10, no 7,‎ 24 juillet 2012 (ISSN 1544-9173, PMID 22911291, PMCID 3404119, DOI 10.1371/journal.pbio.1001364, lire en ligne, consulté le 7 janvier 2021)
- Daniele Soroldoni, David J. Jörg, Luis G. Morelli et David L. Richmond, « Genetic oscillations. A Doppler effect in embryonic pattern formation », Science (New York, N.Y.), vol. 345, no 6193,‎ 11 juillet 2014, p. 222–225 (ISSN 1095-9203, PMID 25013078, DOI 10.1126/science.1253089, lire en ligne, consulté le 7 janvier 2021)
- Lola Bajard, Luis G. Morelli, Saúl Ares et Jacques Pécréaux, « Wnt-regulated dynamics of positional information in zebrafish somitogenesis », Development (Cambridge, England), vol. 141, no 6,‎ 15 mars 2014, p. 1381–1391 (ISSN 0950-1991, PMID 24595291, PMCID 3943186, DOI 10.1242/dev.093435, lire en ligne, consulté le 7 janvier 2021)
- Jose Negrete et Andrew C. Oates, « Embryonic lateral inhibition as optical modes: An analytical framework for mesoscopic pattern formation », Physical Review E, vol. 99, no 4,‎ 25 avril 2019, p. 042417 (DOI 10.1103/PhysRevE.99.042417, lire en ligne, consulté le 7 janvier 2021)
- Alexis B. Webb, Iván M. Lengyel, David J. Jörg et Guillaume Valentin, « Persistence, period and precision of autonomous cellular oscillators from the zebrafish segmentation clock », eLife, vol. 5,‎ 13 février 2016 (ISSN 2050-084X, PMID 26880542, PMCID 4803185, DOI 10.7554/eLife.08438, lire en ligne, consulté le 7 janvier 2021)
- Bo-Kai Liao, David J. Jörg et Andrew C. Oates, « Faster embryonic segmentation through elevated Delta-Notch signalling », Nature Communications, vol. 7,‎ 15 juin 2016 (ISSN 2041-1723, PMID 27302627, PMCID 4912627, DOI 10.1038/ncomms11861, lire en ligne, consulté le 7 janvier 2021)
- Sandra Richter, Ulrike Schulze, Pavel Tomançak et Andrew C. Oates, « Small molecule screen in embryonic zebrafish using modular variations to target segmentation », Nature Communications, vol. 8, no 1,‎ 12 01, 2017, p. 1901 (ISSN 2041-1723, PMID 29196645, PMCID 5711842, DOI 10.1038/s41467-017-01469-5, lire en ligne, consulté le 7 janvier 2021)
- Laura Lleras Forero, Rachna Narayanan, Leonie Fa Huitema et Maaike VanBergen, « Segmentation of the zebrafish axial skeleton relies on notochord sheath cells and not on the segmentation clock », eLife, vol. 7,‎ 04 06, 2018 (ISSN 2050-084X, PMID 29624170, PMCID 5962341, DOI 10.7554/eLife.33843, lire en ligne, consulté le 7 janvier 2021)